# Producent filmowy

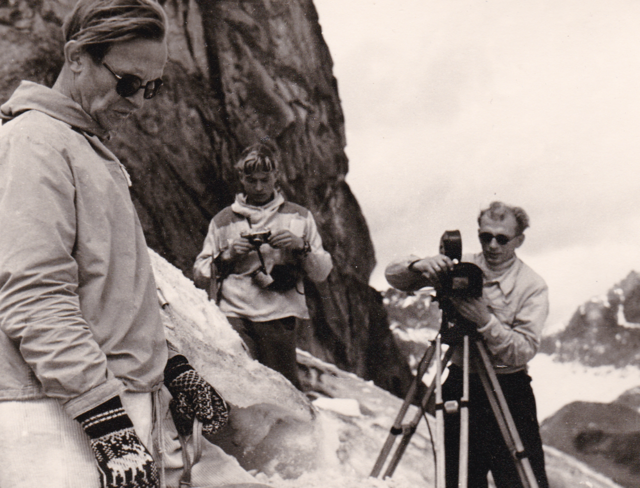
Producent Josef Plesner na planie filmowym (1947)

Producent filmowy – główny inwestor w procesie produkcji filmu, zatrudniający osoby potrzebne do produkcji oraz zapewniający sprzęt i środki materialne. Po wyprodukowaniu filmu jest właścicielem praw autorskich i głównym beneficjentem ewentualnych dochodów z jego sprzedaży. Ewentualny splendor (nagrody dla najlepszego filmu, np. Oscary) również spływa na producenta.
Wpływ producenta filmowego na kształt artystyczny dzieła może być różny. Zależy to w głównej mierze od stosunków panujących między nim, reżyserem, scenarzystą, aktorami i innymi osobami realizującymi film. Jedni producenci wpływają na film bezpośrednio, inni zawierzają reżyserowi, pozwalając mu na swobodną realizację jego wizji artystycznej. Producenci dokonują czasem ponownego montażu gotowego filmu. Aby uniknąć tak dużego wpływu producenta na efekt artystyczny, niektórzy reżyserzy zostają producentami własnych filmów lub zakładają własne wytwórnie filmowe.
Specyficznym typem producenta jest producent wykonawczy, nie angażujący własnych środków w produkcję, lecz nadzorujący powstawanie filmu w imieniu wytwórni filmowej.
Dawniej producentem filmowym nazywano osobę spełniającą rolę współczesnego kierownika produkcji filmowej, czyli osoby organizującej na bieżąco produkcję filmową poprzez zarządzanie ekipą techniczną, gromadzenie odpowiedniego sprzętu i rekwizytów, zapewnianie cateringu, transportu i noclegu dla osób realizujących film itp.